# Bad Saulgau
Bad Saulgau is een plaats in de Duitse deelstaat Baden-Württemberg, gelegen in het Landkreis Sigmaringen. De stad telt 17.567 inwoners.

## Geografie
Bad Saulgau heeft een oppervlakte van 97,34 km².

## Stadsdelen
- Bad Saulgau (Kernstadt)
- Bierstetten (met Steinbronnen)
- Bolstern (met Heratskirch)
- Bondorf
- Braunenweiler (met Krumbach, Ober- en Untereggatsweiler, Figels, Ziegelhof)
- Friedberg
- Fulgenstadt
- Großtissen
- Haid (met Bogenweiler en Sießen)
- Hochberg (met Luditsweiler)
- Lampertsweiler
- Moosheim
- Renhardsweiler
- Wolfartsweiler

Bad Saulgau ·
Beuron ·
Bingen ·
Gammertingen ·
Herbertingen ·
Herdwangen-Schönach ·
Hettingen ·
Hohentengen ·
Illmensee ·
Inzigkofen ·
Krauchenwies ·
Leibertingen ·
Mengen ·
Meßkirch ·
Neufra ·
Ostrach ·
Pfullendorf ·
Sauldorf ·
Scheer ·
Schwenningen ·
Sigmaringen ·
Sigmaringendorf ·
Stetten am kalten Markt ·
Veringenstadt ·
Wald